# Maratón (álbum)
Maratón es el cuarto álbum de estudio del grupo español de rock/pop Danza Invisible, publicado en 1985.
El gran éxito de este disco es la canción "El Ángel Caído", un gran salto dentro de la discografía de la banda y, para muchos, el tema que les dio a conocer.

## Lista de canciones
1. El pintor y la modelo - 3:50
2. El club del alcohol - 4:26
3. El Ángel Caído - 3:46
4. ¡Deprisa! - 3:00
5. Por la fuerza - 4:00
6. A veces el campo - 4:13
7. En guerra - 4:04

- Datos: Q5995262